# Горњи Храстовац
Горњи Храстовац је насеље у општини Мајур, у Банији, Република Хрватска.

## Историја
Насеље је до 1995. било у саставу некадашње општине Костајница. Горњи Храстовац се од 1991. до августа 1995. године налазио у Републици Српској Крајини.

## Становништво
На попису становништва 2011. године, Горњи Храстовац је имао 209 становника.
| Националност       | 1991. | 1981. | 1971. | 1961. |
| Срби               | 392   | 338   | 491   | 559   |
| Југословени        | 21    | 105   | 7     |       |
| Хрвати             | 6     | 1     | 2     | 4     |
| остали и непознато | 8     | 4     |       |       |
| Укупно             | 427   | 448   | 501   | 563   |

| Демографија | Демографија | Демографија |
| Година      | Становника  | Становника  |
| ----------- | ----------- | ----------- |
| 1961.       | 563         |             |
| 1971.       | 501         |             |
| 1981.       | 448         |             |
| 1991.       | 427         |             |
| 2001.       | 313         |             |
| 2011.       |             | 209         |

## Попис 1991.
На попису становништва 1991. године, насељено место Горњи Храстовац је имало 427 становника, следећег националног састава:
| Попис 1991.‍  | Попис 1991.‍  | Попис 1991.‍ | Попис 1991.‍ | Попис 1991.‍ |
| ------------ | ------------ | ----------- | ----------- | ----------- |
|              |              |             |             |             |
| Срби         | Срби         |             | 392         | 91,80%      |
| Југословени  | Југословени  |             | 21          | 4,91%       |
| Хрвати       | Хрвати       |             | 6           | 1,40%       |
| Грци         | Грци         |             | 1           | 0,23%       |
| Муслимани    | Муслимани    |             | 1           | 0,23%       |
| неопредељени | неопредељени |             | 3           | 0,70%       |
| непознато    | непознато    |             | 3           | 0,70%       |
| укупно: 427  |              |             |             |             |